# 人取橋之戰
人取橋之戰是日本戰國時代的一場戰役，發生於天正13年11月17日（1586年1月6日），伊達氏與佐竹氏、蘆名氏等諸氏聯軍會戰於人取橋附近。伊達軍人數還不及諸氏聯軍三份之一，戰情亦始終對伊達軍非常不利，但卻因為諸氏聯軍在一夜之間突然退兵而使得即將潰敗的伊達軍取得形式上的勝利，伊達軍總帥伊達政宗也因以寡擊眾的過人膽識而一戰成名。

## 背景
天正13年，伊達政宗聯合岳父田村清顯征伐大內定綱，畠山義繼與蘆名氏發兵救援大內，但大內定綱兵敗逃亡，於是伊達聯軍便將矛頭轉向畠山氏的二本松城。無法抵禦伊達軍攻勢的畠山義繼決定乞降，但最後仍保不住二本松城，恨意遂生，趁著一次和議的機會綁架了伊達政宗之父親伊達輝宗以為人質，深明大義的輝宗為避免自身被用以威脅家族利益，毅然下令堂弟暨部下伊達成實指揮的鐵砲隊（火绳枪步兵队）開火，成實無奈從命，一排槍響後，輝宗與義繼雙雙中彈身亡。
伊達政宗悲憤莫名，完成亡父的頭七法會後即欲劍指畠山家二本松城，舉全國之兵報殺父之仇。然而當時正值嚴冬，嚴寒的陸奧地區大雪紛飛，一旦發兵將會嚴重影響作戰效率及增加補給困難，因此重臣片倉景綱提醒主公必須等到初春雪融之後再出戰。但此時伊達政宗早已怒火中燒，不聽勸阻，依然舉兵一萬三千出陣。
與此同時，陸奧南方大名佐竹義重為了阻擋日益強盛的伊達勢力，決定救援二本松，糾結了蘆名氏、石川氏、二階堂氏、白河結城氏、相馬氏、岩城氏諸氏共3萬大軍北上。伊達政宗經過一個月的圍城後仍無法攻落二本松城，面對大軍壓境之際決定分兵迎擊。

## 經過
伊達政宗領兵8000人經由岩角城進入本宮城，11月17日於本宮城外的觀音堂山佈陣。同日，雙方人馬在人取橋附近遭遇，展開激戰。由於伊達軍兵力明顯居於劣勢，且戰且退，聯軍進逼伊達本陣，伊達政宗敗走。敗走途中，重臣鬼庭良直等多人戰死，伊達政宗本人也身中一箭并五次被火绳枪射伤。另一方面，在瀨戶川館布陣的伊達成實也遭到夾擊，身陷重圍。就在伊達軍即將潰敗之際，天色漸黑，地凍天寒，聯軍暫且鳴金休兵，伊達軍僥倖得以喘息。翌日，伊達軍發現諸氏聯軍竟如潮水般在一夜之間退兵，於是先退回岩角城觀望動靜，之後再轉往小濱城越冬。
原來當晚佐竹軍的將領小野崎義昌（佐竹義重的叔父）因為家僕照料戰馬不周而加以嚴厲叱責，結果被家僕挾怨刺殺，又加上忽傳安房的里見義賴及水戶城城主江戶重通侵略佐竹領地的急報，迫使佐竹義重決定立即班師回國。其他諸氏見主力佐竹軍撤退後也無意戀戰，紛紛拔營退兵。